# Tiro com arco nos Jogos Pan-Americanos de 2023 - Composto por equipes mistas
A competição do composto por equipes mistas do tiro com arco nos Jogos Pan-Americanos de 2023 foi disputada entre 1 e 4 de novembro de 2023 no Centro de Tiro com Arco, em Peñalolén. Um total de 16 arqueiros de 8 Comitês Olímpicos Nacionais (CON) participaram do evento.

## Calendário
Horário local (UTC−3).
| Data          | Hora  | Fase                 |
| ------------- | ----- | -------------------- |
| 1 de novembro | 14:00 | Fase de ranqueamento |
| 3 de novembro | 14:55 | Quartas de final     |
| 3 de novembro | 15:20 | Semifinais           |
| 4 de novembro | 14:00 | Disputa pelo bronze  |
| 4 de novembro | 14:19 | Final                |

## Medalhistas
| Ouro   | COL Sara López e Jagdeep Singh         |
| Prata  | USA Alexis Ruiz e Kris Schaff          |
| Bronze | MEX Dafne Quinteros e Sebastián García |

## Resultados

### Fase de ranqueamento
| Pos. | Arqueiro                          | CON                                 | Total | Notas                            |
| ---- | --------------------------------- | ----------------------------------- | ----- | -------------------------------- |
| 1    | Alexis Ruiz Kris Schaff           | USA Estados Unidos                  | 1420  | Recorde dos Jogos Pan-Americanos |
| 2    | Sara López Jagdeep Singh          | COL Colômbia                        | 1419  |                                  |
| 3    | Dafne Quintero Sebastián García   | MEX México                          | 1398  |                                  |
| 4    | Larissa Oliveira Luccas Abreu     | BRA Brasil                          | 1394  |                                  |
| 5    | Paola Ramírez Jean Pizarro        | PUR Porto Rico                      | 1392  | T98;41                           |
| 6    | Paola Corado Roberto Hernández    | ESA El Salvador                     | 1392  | T97;42                           |
| 7    | María José Zebadúa Julio Barillas | EAI Equipe de Atletas Independentes | 1380  |                                  |
| 8    | Mariana Zúñiga Alejandro Martín   | CHI Chile                           | 1360  |                                  |

### Fase eliminatória
As quartas de final e as semifinais foram realizadas em 3 de novembro. A definição dos medalhistas ocorreu em 4 de novembro de 2023.
|  | Quartas de final | Quartas de final                    | Quartas de final |              |                | Semifinais         | Semifinais          | Semifinais          |                     |  | Final | Final              | Final |
|  |                  |                                     |                  |              |                |                    |                     |                     |                     |  |       |                    |       |
|  | 1                | USA Estados Unidos                  | 157              |              |                |                    |                     |                     |                     |  |       |                    |       |
|  | 8                | CHI Chile                           | 151              |              |                |                    |                     |                     |                     |  |       |                    |       |
|  | 8                | CHI Chile                           | 151              |              | 1              | USA Estados Unidos | 158                 |                     |                     |  |       |                    |       |
|  |                  |                                     |                  |              | 1              | USA Estados Unidos | 158                 |                     |                     |  |       |                    |       |
|  |                  | 4                                   | BRA Brasil       | 156          |                |                    |                     |                     |                     |  |       |                    |       |
|  | 5                | 4                                   | BRA Brasil       | 156          | PUR Porto Rico | 152                |                     |                     |                     |  |       |                    |       |
|  | 5                |                                     |                  |              | PUR Porto Rico | 152                |                     |                     |                     |  |       |                    |       |
|  | 4                | BRA Brasil                          | 153              |              |                |                    |                     |                     |                     |  |       |                    |       |
|  |                  |                                     |                  |              |                |                    |                     |                     |                     |  | 1     | USA Estados Unidos | 150   |
|  |                  |                                     | 2                | COL Colômbia | 156            |                    |                     |                     |                     |  |       |                    |       |
|  | 3                | MEX México                          | 154              |              |                |                    |                     |                     |                     |  |       |                    |       |
|  | 6                | ESA El Salvador                     | 150              |              |                |                    |                     |                     |                     |  |       |                    |       |
|  | 6                | ESA El Salvador                     | 150              |              | 3              | MEX México         | 155                 |                     |                     |  |       |                    |       |
|  |                  |                                     |                  |              | 3              | MEX México         | 155                 |                     |                     |  |       |                    |       |
|  |                  | 2                                   | COL Colômbia     | 156          |                |                    | Disputa pelo bronze | Disputa pelo bronze | Disputa pelo bronze |  |       |                    |       |
|  | 7                | EAI Equipe de Atletas Independentes | 150              |              |                |                    | 4                   | BRA Brasil          | 153                 |  |       |                    |       |
|  | 2                | COL Colômbia                        | 154              |              |                |                    |                     |                     |                     |  | 3     | MEX México         | 155   |